# 512 TCN
512 TCN là một năm trong lịch La Mã.